# ヒホン
ヒホン（Gijón、アストゥリアス語：Xixón）は、スペイン・アストゥリアス州のムニシピオ（基礎自治体）。2012年の人口は277,733人で、アストゥリアス州でもっとも人口が多い自治体である。アストゥリアス州都のオビエドなどとともに、人口85万人の都市圏を形成している。

## 地勢・産業
大西洋のビスケー湾にのぞむ港湾都市。鉄鉱石、石炭などを近隣で産出するため、製鉄業が発展している。近隣のベリニャ製鉄所が有名。近隣の都市としては、約25キロ南西にオビエドが位置している。

## 歴史
ヒホンでは先史時代の墳丘やドルメンの遺跡が見つかっている。近年相次いで発見されたドルメンは紀元前5千年紀にさかのぼる。紀元前6世紀からアストゥル人（en）が定住した。紀元前1世紀にはローマの支配下に入り、半島部（シマデビラ）に街が作られた。ローマ時代から西ゴート時代には「ジジャ」（Gigia）という名前で呼ばれた。
713年ごろにイスラム勢力に征服されたのち、アストゥリアスはヒホン駐在のヌムーザ（en）によって支配された。718年ごろ、伝説的な王ペラヨ（en）はコバトンガの戦い（en）でヌムーザをやぶった。これ以降、ヒホンはアストゥリアス王国、レオン王国、カスティーリャ王国の領土となった。
近世以降、大西洋を舞台とした貿易が活性化し、街の発展につながった。19世紀に鉄道が開通すると、アストゥリアス内陸からの石炭の積出港となり、食品工業も発展した。19世紀末に港が拡張され、造船所が設立された。20世紀始めにアストゥリアスは労働運動の牙城となり、1934年10月に炭鉱労働者を中心とする革命が起こったが、のちに独裁者となるフランコ指揮の政府軍に鎮圧された。スペイン内戦では反乱軍に対抗する自治政府がヒホンに作られたが、1937年10月21日に陥落した。
19世紀から20世紀にかけての主力産業は製鉄・鉄鋼であった。ヒホンの製鉄会社は合併を繰り返し、20世紀末にアルセロールに統合された。

## 人口
| ヒホンの人口推移 1900－2010                             |
|                                                         |
| 出典:INE（スペイン国立統計局）1900年 - 1991年、1996年 - |

## 名所

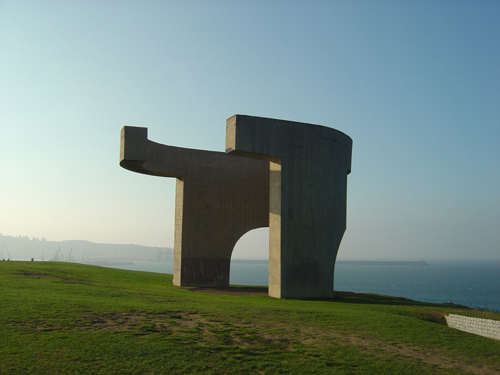
水平線礼賛

海に突き出たサンタ・カタリーナ丘のふもとには、ローマ時代からの街シマデビージャ（es）があり、ローマ浴場の跡が見つかっている。丘の上には彫刻家エドゥアルド・チリーダの作品「水平線礼賛」が立っている。
サンタ・カタリーナ丘をはさんで、サン・ロレンソ海岸、ポニエンテ海岸、アルベヤル海岸などのビーチがある。

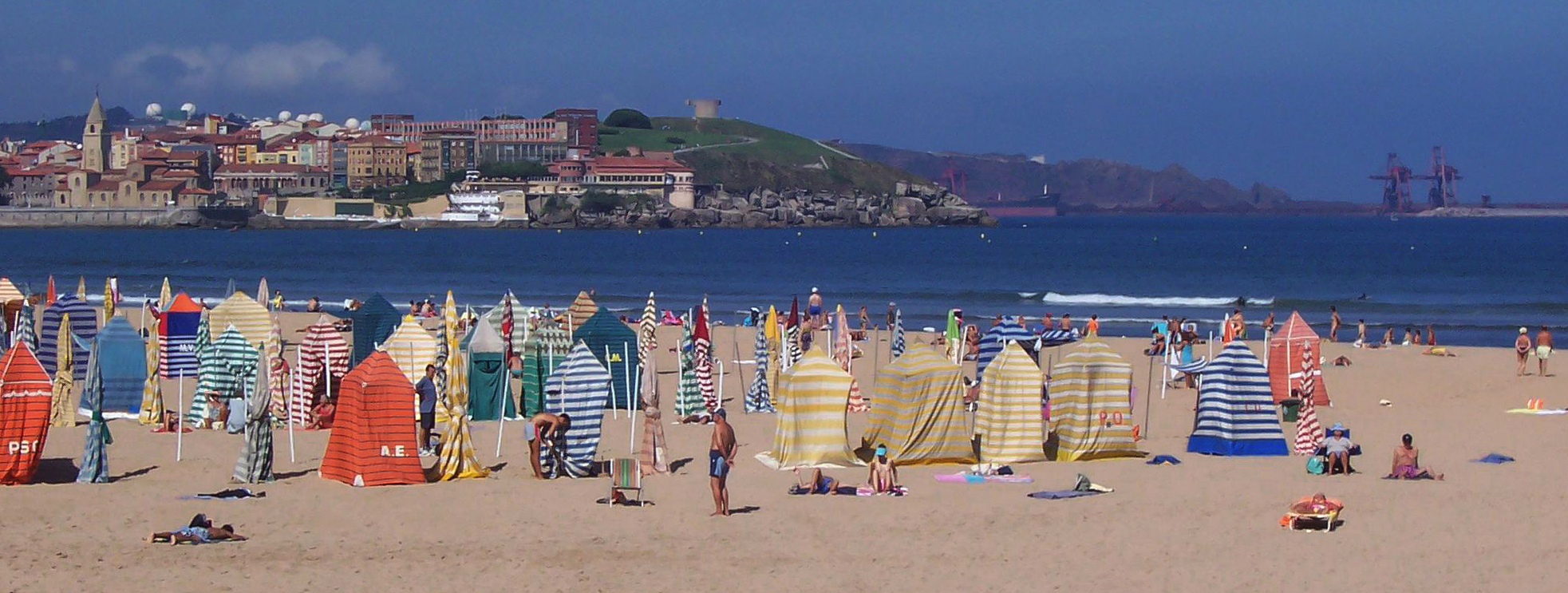
サン・ロレンソ海岸、対岸はサンタ・カタリーナの丘、その奥はエル・ムセル港

## スポーツ
スポルティング・デ・ヒホンは、ヒホンを本拠地とするサッカークラブチーム。2008-09シーズンはリーガ・エスパニョーラの1部に在籍する。

## 姉妹都市
| - アルバカーキ、アメリカ合衆国 - ニオール、フランス - ノヴォロシースク、ロシア - プエルト・バリャルタ、メキシコ | - ハバナ、キューバ - スマラ、西サハラ - ムーロス、スペイン |